# سولگان
سولگان، روستایی از توابع بخش گندمان شهرستان بروجن در استان چهارمحال و بختیاری است.

## جمعیت
این روستا در دهستان دوراهان قرار داشته و براساس آخرین سرشماری مرکز آمار ایران که در سال ۱۳۸۵ صورت گرفته، جمعیت آن ۳۰۶ نفر (۸۷خانوار) بوده‌است.

## مردم
مردم این روستا از ایل قشقایی و ایل بختیاری  می باشند.و به زبان ترکی قشقایی و  لری سخن می گویند.